# Volta a Alemanya 2008
La Volta a Alemanya 2008 (Deutschland Tour 2008), 32a edició de la Volta a Alemanya es va córrer entre el 29 d'agost i el 6 de setembre. La cursa formava part del calendari UCI ProTour 2008.
El vencedor final fou l'alemany Linus Gerdemann (Team Columbia) que s'imposà al seu company d'equip Thomas Lövkvist i Janez Brajkovič. El Team Columbia fou l'autèntic dominador de la cursa, amb quatre victòries d'etapa, la classificació general i la classificació dels punts i del millor jove, que recaigué en mans de Thomas Lövkvist. L'equip Scott-American Beef guanyà la classificació per equips.

## Equips participants
Hi prenen part els 20 equips de 8 ciclistes cadascun, 18 equips UCI ProTour, més dos equips convidats per l'organització:
- Equips UCI ProTour: Caisse d'Epargne, Silence-Lotto, Rabobank, Quick Step, Team Astana, Team Columbia, Team Gerolsteiner, Team Milram, Liquigas, Crédit agricole, AG2R La Mondiale, La Française des Jeux, Cofidis, Scott-American Beef, Team CSC-Saxo Bank, Lampre, Bouygues Telecom, Euskaltel-Euskadi.
- Equips convidats: Volksbank i Skil-Shimano.

## Recorregut i etapes
| Et. | Data          | Recorregut                                     | Km    | Vencedor d'etapa         | Líder de la general   |
| Pr. | 29 d'agost    | Kitzbühel (AUT) - Kitzbühel (AUT) (CRI)        | 3,6   | Brett Lancaster (AUS)    | Brett Lancaster (AUS) |
| 1a  | 30 d'agost    | Kitzbühel (AUT) - Hochfügen im Zillertal (AUT) | 178   | Linus Gerdemann (GER)    | Linus Gerdemann (GER) |
| 2a  | 31 d'agost    | Múnic - Hesselberg                             | 182,6 | David de la Fuente (ESP) | Linus Gerdemann (GER) |
| 3a  | 1 de setembre | Herrieden - Wiesloch                           | 214,9 | No assignat              | Linus Gerdemann (GER) |
| 4a  | 2 de setembre | Wiesloch - Magúncia                            | 174   | André Greipel (GER)      | Linus Gerdemann (GER) |
| 5a  | 3 de setembre | Magúncia - Winterberg                          | 218,4 | Gerald Ciolek (GER)      | Linus Gerdemann (GER) |
| 6a  | 4 de setembre | Fredeburg - Neuss                              | 188,8 | Jussi Veikkanen (FIN)    | Linus Gerdemann (GER) |
| 7a  | 5 de setembre | Neuss - Georgsmarienhütte                      | 214,3 | Stéphane Augé (FRA)      | Linus Gerdemann (GER) |
| 8a  | 6 de setembre | Bremen - Bremen (CRI)                          | 34    | Tony Martin (GER)        | Linus Gerdemann (GER) |

## Classificacions finals
| \| \| Ciclista \| Equip \| Temps \| \| --- \| ----------------- \| --------------------- \| ----------- \| \| 1. \| Linus Gerdemann \| Team Columbia \| 33h 25' 18" \| \| 2. \| Thomas Lövkvist \| Team Columbia \| + 52" \| \| 3. \| Janez Brajkovič \| Astana Qazaqstan Team \| + 1' 34" \| \| 4. \| Daniel Navarro \| Astana Qazaqstan Team \| + 3' 06" \| \| 5. \| Pietro Caucchioli \| Crédit agricole \| + 3' 27" \| \| 6. \| José Rujano \| Caisse d'Epargne \| 3 min 35" \| \| 7. \| Bauke Mollema \| Rabobank ProTeam \| + 3' 56" \| \| 8. \| Andrea Noè \| Liquigas \| + 4' 10" \| \| 9. \| Eros Capecchi \| Scott-American Beef \| + 4' 44" \| \| 10. \| Jussi Veikkanen \| FDJ \| + 4' 53" \| |                   |                       |             |
| | Ciclista          | Equip                 | Temps       |
| 1. | Linus Gerdemann   | Team Columbia         | 33h 25' 18" |
| 2. | Thomas Lövkvist   | Team Columbia         | + 52"       |
| 3. | Janez Brajkovič   | Astana Qazaqstan Team | + 1' 34"    |
| 4. | Daniel Navarro    | Astana Qazaqstan Team | + 3' 06"    |
| 5. | Pietro Caucchioli | Crédit agricole       | + 3' 27"    |
| 6. | José Rujano       | Caisse d'Epargne      | 3 min 35"   |
| 7. | Bauke Mollema     | Rabobank ProTeam      | + 3' 56"    |
| 8. | Andrea Noè        | Liquigas              | + 4' 10"    |
| 9. | Eros Capecchi     | Scott-American Beef   | + 4' 44"    |
| 10. | Jussi Veikkanen   | FDJ                   | + 4' 53"    |

| Pos | Ciclista        | Equip         | Pts |
| --- | --------------- | ------------- | --- |
| 1   | Thomas Lövkvist | Team Columbia | 80  |
| 2   | Linus Gerdemann | Team Columbia | 73  |
| 3   | Jussi Veikkanen | FDJ           | 52  |

| Pos | Ciclista        | Equip          | Pts |
| --- | --------------- | -------------- | --- |
| 1   | Daniel Musiol   | Team Volksbank | 18  |
| 2   | Thomas Lövkvist | Team Columbia  | 14  |
| 3   | Linus Gerdemann | Team Columbia  | 13  |

| Pos | Ciclista        | Equip                 | Temps       |
| --- | --------------- | --------------------- | ----------- |
| 1   | Thomas Lövkvist | Team Columbia         | 33h 26' 10" |
| 2   | Janez Brajkovič | Astana Qazaqstan Team | + 42"       |
| 3   | Daniel Navarro  | Astana Qazaqstan Team | + 2' 14"    |

| Pos | Equip                 | Temps        |
| --- | --------------------- | ------------ |
| 1   | Scott-American Beef   | 100h 22' 54" |
| 2   | Astana Qazaqstan Team | + 42s        |
| 3   | Caisse d'Epargne      | + 1' 13"     |

## Etapes

### Próleg.29 d'agostde2008.Kitzbühel. 3,6 km (CRI)
|   | Ciclista            | Equip              | Temps  |
| - | ------------------- | ------------------ | ------ |
| 1 | Brett Lancaster     | Team Milram        | 3' 59" |
| 2 | Gustav Erik Larsson | Team CSC Saxo Bank | m. t.  |
| 3 | Gerald Ciolek       | Team Columbia      | + 2"   |

|   | Ciclista            | Equip              | Temps  |
| - | ------------------- | ------------------ | ------ |
| 1 | Brett Lancaster     | Team Milram        | 3' 59" |
| 2 | Gustav Erik Larsson | Team CSC Saxo Bank | m. t.  |
| 3 | Gerald Ciolek       | Team Columbia      | + 2"   |

### Etapa 1,30 d'agostde2008.Kitzbuhel-Hochfügen im Zillertal, 178 km
|   | Ciclista        | Equip         | Temps      |
| - | --------------- | ------------- | ---------- |
| 1 | Linus Gerdemann | Team Columbia | 4h 42' 54" |
| 2 | Thomas Lövkvist | Team Columbia | + 16"      |
| 3 | Janez Brajkovič | Astana Team   | m. t.      |

|   | Ciclista        | Equip         | Temps      |
| - | --------------- | ------------- | ---------- |
| 1 | Linus Gerdemann | Team Columbia | 4h 46' 57" |
| 2 | Thomas Lövkvist | Team Columbia | + 17"      |
| 3 | Janez Brajkovič | Astana Team   | + 20"      |

### Etapa 2,31 d'agostde2008.Múnic-Hesselberg, 183 km
|   | Ciclista           | Equip               | Temps      |
| - | ------------------ | ------------------- | ---------- |
| 1 | David de la Fuente | Scott-American Beef | 3h 48' 38" |
| 2 | Pietro Caucchioli  | Crédit Agricole     | + 1"       |
| 3 | Thomas Lövkvist    | Team Columbia       | m. t.      |

|   | Ciclista        | Equip         | Temps      |
| - | --------------- | ------------- | ---------- |
| 1 | Linus Gerdemann | Team Columbia | 8h 35' 37" |
| 2 | Thomas Lövkvist | Team Columbia | + 17"      |
| 3 | Janez Brajkovič | Astana Team   | + 20"      |

### Etapa 3,1 de setembrede2008.Herrieden-Wiesloch, 214,9 km
|   | Ciclista        | Equip            | Temps      |
| - | --------------- | ---------------- | ---------- |
| 1 | No assignat     | Liquigas         | 5h 20' 34" |
| 2 | Rigoberto Uran  | Caisse d'Epargne | m. t.      |
| 3 | Thomas Lövkvist | Team Columbia    | m. t.      |

|   | Ciclista        | Equip         | Temps       |
| - | --------------- | ------------- | ----------- |
| 1 | Linus Gerdemann | Team Columbia | 13h 56' 11" |
| 2 | Thomas Lövkvist | Team Columbia | + 17"       |
| 3 | Janez Brajkovič | Astana Team   | + 20"       |

### Etapa 4,2 de setembrede2008.Wiesloch-Mayence, 174 km
|   | Ciclista       | Equip         | Temps      |
| - | -------------- | ------------- | ---------- |
| 1 | Andre Greipel  | Columbia      | 3h 59' 37" |
| 2 | Robbie McEwen  | Silence-Lotto | m. t.      |
| 3 | Robert Förster | Gerolsteiner  | m. t.      |

|   | Ciclista        | Equip         | Temps       |
| - | --------------- | ------------- | ----------- |
| 1 | Linus Gerdemann | Team Columbia | 17h 55' 48" |
| 2 | Thomas Lövkvist | Team Columbia | + 17"       |
| 3 | Janez Brajkovič | Astana Team   | + 20"       |

### Etapa 5,3 de setembrede2008.Mayence-Winterberg, 218, 4 km
|   | Ciclista           | Equip               | Temps      |
| - | ------------------ | ------------------- | ---------- |
| 1 | Gerald Ciolek      | Columbia            | 5h 39' 35" |
| 2 | Rubens Bertogliati | Scott-American Beef | m. t.      |
| 3 | No assignat        | Liquigas            | m. t.      |

|   | Ciclista        | Equip         | Temps       |
| - | --------------- | ------------- | ----------- |
| 1 | Linus Gerdemann | Team Columbia | 23h 35' 23" |
| 2 | Thomas Lövkvist | Team Columbia | + 17"       |
| 3 | Janez Brajkovič | Astana Team   | + 20"       |

### Etapa 6,4 de setembrede2008.Fredeburg-Neuss, 188,8 km
|   | Ciclista        | Equip              | Temps      |
| - | --------------- | ------------------ | ---------- |
| 1 | Jussi Veikkanen | Française des Jeux | 4h 17' 22" |
| 2 | Maksim Iglinski | Astana             | m. t.      |
| 3 | Thierry Hupond  | Skil-Shimano       | m. t.      |

|   | Ciclista        | Equip         | Temps       |
| - | --------------- | ------------- | ----------- |
| 1 | Linus Gerdemann | Team Columbia | 27h 54' 45" |
| 2 | Thomas Lövkvist | Team Columbia | + 17"       |
| 3 | Janez Brajkovič | Astana Team   | + 20"       |

### Etapa 7,5 de setembrede2008.Neuss-Georgsmarienhütte, 214,3 km
|   | Ciclista       | Equip        | Temps      |
| - | -------------- | ------------ | ---------- |
| 1 | Stéphane Augé  | Cofidis      | 4h 45' 33" |
| 2 | Thierry Hupond | Skil-Shimano | m. t.      |
| 3 | Mauro da Dalto | Liquigas     | m. t.      |

|   | Ciclista        | Equip         | Temps       |
| - | --------------- | ------------- | ----------- |
| 1 | Linus Gerdemann | Team Columbia | 32h 44' 12" |
| 2 | Thomas Lövkvist | Team Columbia | + 17"       |
| 3 | Janez Brajkovič | Astana Team   | + 20"       |

### Etapa 8,6 de setembrede2008.Bremen-Bremen, 34,0 km (CRI)
|   | Ciclista       | Equip         | Temps   |
| - | -------------- | ------------- | ------- |
| 1 | Tony Martin    | Team Columbia | 39' 50" |
| 2 | Bert Grabsch   | Team Columbia | + 34"   |
| 3 | Gustav Larsson | Team CSC      | + 48"   |

|   | Ciclista        | Equip         | Temps       |
| - | --------------- | ------------- | ----------- |
| 1 | Linus Gerdemann | Team Columbia | 33h 25' 18" |
| 2 | Thomas Lövkvist | Team Columbia | + 52"       |
| 3 | Janez Brajkovič | Astana Team   | + 1' 34"    |

## Evolució dels maillots
| Etapa (Vencedor)              | Classificació general | Classificació per punts | Classificació de la muntnaya | Classificació dels joves | Classificació per equips |
| ----------------------------- | --------------------- | ----------------------- | ---------------------------- | ------------------------ | ------------------------ |
| 0Pròleg (Brett Lancaster)     | Brett Lancaster       | Brett Lancaster         | no n'hi ha                   | Gerald Ciolek            | Team Milram              |
| 0Etapa 1 (Linus Gerdemann)    | Linus Gerdemann       | Linus Gerdemann         | Daniel Musiol                | Thomas Lövkvist          | Astana Team              |
| 0Etapa 2 (David de la Fuente) | Linus Gerdemann       | Linus Gerdemann         | Daniel Musiol                | Thomas Lövkvist          | Astana Team              |
| 0Etapa 3 (No assignat)        | Linus Gerdemann       | Thomas Lövkvist         | Daniel Musiol                | Thomas Lövkvist          | Caisse d'Epargne         |
| 0Etapa 4 (André Greipel)      | Linus Gerdemann       | Thomas Lövkvist         | Daniel Musiol                | Thomas Lövkvist          | Caisse d'Epargne         |
| 0Etapa 5 (Gerald Ciolek)      | Linus Gerdemann       | Thomas Lövkvist         | Daniel Musiol                | Thomas Lövkvist          | Caisse d'Epargne         |
| 0Etapa 6 (Jussi Veikkanen)    | Linus Gerdemann       | Thomas Lövkvist         | Daniel Musiol                | Thomas Lövkvist          | Astana Team              |
| 0Etapa 7 (Stéphane Augé)      | Linus Gerdemann       | Thomas Lövkvist         | Daniel Musiol                | Thomas Lövkvist          | Liquigas                 |
| 0Etapa 8 (Tony Martin)        | Linus Gerdemann       | Thomas Lövkvist         | Daniel Musiol                | Thomas Lövkvist          | Scott-American Beef      |
| Final                         | Linus Gerdemann       | Thomas Lövkvist         | Daniel Musiol                | Thomas Lövkvist          | Scott-American Beef      |

## Classificació individual de l'UCI ProTour 2008 després d'aquesta cursa[2]
| Posició | Ciclista               | Equip                 | Punts |
| ------- | ---------------------- | --------------------- | ----- |
| 1       | Alejandro Valverde     | Caisse d'Epargne      | 123   |
| 2       | Damiano Cunego         | Lampre                | 104   |
| 3       | Andreas Klöden         | Astana                | 96    |
| 4       | Roman Kreuziger        | Liquigas              | 94    |
| 5       | André Greipel          | Columbia              | 93    |
| 6       | Cadel Evans            | Silence-Lotto         | 85    |
| 7       | Stijn Devolder         | Quick Step-Innergetic | 80    |
| 8       | Thomas Lövkvist        | Columbia              | 74    |
| 9       | Alessandro Ballan      | Lampre                | 60    |
| 10      | José Joaquín Rojas Gil | Caisse d'Epargne      | 60    |